# Johan Huybregts
Johan Huybregts (28 december, 1954) is een Nederlands voormalig betaald voetballer. De centrumverdediger speelde 377 wedstrijden voor Willem II (1973 - 1985), waarin hij 21 doelpunten scoorde. Samen met Johan Havermans vormde hij tot 1982 een duo met de bijnaam 'Huib & Haver' in de verdediging van de Tilburgers.
Willem II haalde Huybregts weg bij amateurclub SV Advendo, waar hij begon met voetballen. Met de Tricolores promoveerde hij in het seizoen 1978/79 naar de eredivisie. Na zijn carrière in Tilburg speelde de kopsterke verdediger nog enige tijd voor het Belgische Wuustwezel.